# 10346 Triathlon
10346 Triathlon eller 1992 GA1 är en asteroid i huvudbältet som upptäcktes den 2 april 1992 av de båda amerikanska astronomerna Carolyn S. Shoemaker och David H. Levy vid Palomar-observatoriet. Den är uppkallad efter Burn Lake Triathlon.
Asteroiden har en diameter på ungefär 4 kilometer.